# Kirin Cup 1992
Kirin Cup 1992 – trzynasty, piłkarski turniej towarzyski Kirin Cup, odbył się w dniach 30 maja - 7 czerwca 1992 r. w Japonii. Po raz pierwszy w turnieju uczestniczyły reprezentacje narodowe: drużyna gospodarzy, Argentyny i Walii.

## Mecze
| 30 maja |  | Japonia | 0 | - | 1 (0-0) | Argentyna |

| 3 czerwca |  | Argentyna | 1 | - | 0 (0-0) | Walia |

| 7 czerwca |  | Japonia | 0 | - | 1 (0-0) | Walia |

## Końcowa tabela
| M | Reprezentacja | L.m. | Zw. | Rem. | Por. | Bramki | R.br. | Pkt |
| 1 | Argentyna     | 2    | 2   | 0    | 0    | 2:0    | +2    | 4   |
| 2 | Walia         | 2    | 1   | 0    | 1    | 1:1    | 0     | 2   |
| 3 | Japonia       | 2    | 0   | 0    | 2    | 0:2    | -2    | 0   |

Trzynastym triumfatorem turnieju Kirin Cup został zespół Argentyny.